# Епифаний (Махериотис)
Епископ Епифаний Махериотис (греч. Επίσκοπος Επιφάνιος Μαχαιριώτης; род. 1971, Никосия) — епископ Кипрской православной церкви, хорепископ Лидрский. Настоятель монастыря Махера.
Тезоименитство — 12 мая (святителя Епифания Кипрского)

## Биография
Родом из Палеокитро. В 1988 году окончил Всекипрскую гиманзию, а в 1991 году — Педагогическую академию Кипра. В течение четырех лет работал в системе начального образования и одновременно обучался на богословском факультете Университета Аристотеля в Салониках.
В 1995 году был принят послушником в монастырь Божией Матери Махера, где в 1996 году был пострижен в рясофор.
26 декабря 1999 года митрополитом Лимассольским Афанасием был рукоположён в сан диакона, а 26 марта 2000 года — в сан пресвитера.
В июле 2004 года избран членом игуменского совета Махерского монастыря, а 29 сентября того же года после трагической кончины в авиакатастрофе настоятеля обители, архимандрита Арсения (Пацалоса), избран его преемником.
22 мая 2007 года решением Священного Синода был избран хорепископом Лидрским. В тот же день также викарными епископами были избраны: настоятель Монастыря святого Неофита архимандрит Леонтий (Энглистриотис), настоятель Монастыря Троодисса Христофор (Циаккас), настоятель Монастыря Меса Потаму — архимандрит Николай (Тимиадис).
23 июня того же года в главном храме монастыря Божией Матери Махера архиепископ Кипрский Хризостом II совершил его архиерейскую хиротонию.